# Батальон бедуинских следопытов
Батальон бедуинских следопытов (585-й батальон Гдуд-Сиюр Мидбари (ивр. גדוד הסיור המדברי‎), известен как Гадсар Бедуи (ивр. הגדס"ר הבדואי‎)) — отдельное пехотное подразделение сухопутных войск Армии обороны Израиля, предназначенное для прохождения добровольной военной службы членами бедуинской общины Израиля. Входит в состав Южного военного округа. Оперативно подчинен дивизии «Газа».
Командир батальона в настоящее время — подполковник Ярив Эльбаз. Кроме него в батальоне служат лишь три офицера-еврея, все остальные военнослужащие — бедуины. С 2005 до 2007 батальоном командовал подполковник Васфи Суад, первый комбат-бедуин в АОИ. Отличительный знак — фиолетовые береты, такие же, как в бригаде «Гивати».
Батальон был создан в 1987 году. Вначале у него была плохая репутация и члены бедуинской общины не хотели служить в этом подразделении. Однако впоследствии ситуация изменилась и по состоянию на начало 2009 года батальон считается одним из престижных и эффективных подразделений израильской армии. В состав батальона входит единственная в АОИ рота, укомплектованная исключительно солдатами-сверхсрочнослужащими.
Основная задача батальона — охрана границы Израиля и Египта на участке Синайского полуострова. Один взвод из состава батальона принимал участие в операции «Литой свинец» в секторе Газа в январе 2009 года.
Служба в этом подразделении является весьма престижной для членов бедуинской общины, поскольку позволяет впоследствии лучше интегрироваться в израильское общество.